# Макарчук Антоніна Геннадіївна
Антоніна Геннадіївна Макарчук (нар. 19 травня 1973, Київ, Українська РСР) — українська акторка театру і кіно.

## Життєпис
Антоніна Макарчук народилася 19 травня 1973 року в Києві. Батьки працювали у Київському університеті культури, а потім у КНУТКіТ ім. Карпенка-Карого. У шкільні роки почала займатися хореографією та музикою.
У 4 роки зіграла першу роль — грузинського хлопчика у п'єсі Бертольда Брехта «Кавказьке крейдяне коло».
У 1992 році закінчила Дніпропетровське театральне училище за спеціальністю «акторка музтеатру і кіно». Навчалася на курсі Н. М. Пінської. У 2000 році закінчила Київський національний університет культури і мистецтв за спеціальністю хореографині-постановниці, артистки балету".
Ангажементна акторка.

### Родина
Батько — режисер, педагог Геннадій Макарчук (1930—1999). Мати — музикознавиця, педагог Галина Фількевич (нар. 1938). Дідусь — кіноінженер Микола Фількевич (1912—2001). Син Федір (нар. 2005).

## Творчість
Антоніна Макарчук починала зніматися в рекламі. Також грала в театрі. З 2004 року знімається в кіно, дебютувавши у військовій драмі «Другий фронт». Через рік зіграла Ніну в детективі «Міф про ідеального чоловіка. Детектив від Тетяни Устинової». У 2009 році з'явилася в стрічках «Той, хто поруч», «Свати-2», «Доярка з Хацапетівки. Виклик долі».
Більшу популярність принесла роль майорки Алчевської у кримінальному детективі «За законом», який побачив світ 2009 року.

### Театральні роботи
- «Діалог самців»;
- «Чайка на ім'я Джонатан» Річарда Баха («Вільний театр»)

### Ролі в кіно
- 2004 — Другий фронт (Second Front, The)
- 2005 — Міф про ідеального чоловіка. Детектив від Тетяни Устинової ( Україна) — Ніна
- 2007 — Повернення Мухтара-4 — Ірина (у 44-й серії «Мексиканські пристрасті»)
- 2009 — Той, хто поруч — Віка
- 2009 — 2010 — За законом ( Україна) — майорка Алчевська (головна роль) у 94-х серіях
- 2009 — Свати-2 ( Україна) — боязка породілля
- 2009 — Доярка з Хацапетівки. Виклик долі — Антоніна, журналістка
- 2010 — Віра, Надія, Любов — епізод
- 2011 — 2012 — Я прийду сама — епізод
- 2011 — Танець нашої любові — Олеся
- 2011 — Ластівчине гніздо ( Україна) — адміністраторка
- 2011 — Байки Мітяя ( Україна) — жінка з міксером в рекламі
- 2012 — Перевертень у погонах ( Україна) — Маша Пчолка, експертка
- 2012 — Мама мимоволі ( Україна) — Емма, колишня дружина Ігоря
- 2012 — Лист очікування — донька Маркова у 3-й серії
- 2012 — Жіночий лікар ( Україна) — Лідія Іванівна Гончарова, сурогатна мати у 35-й серії «Криза середнього віку»
- 2012 — Джамайка — Кока, шістка Нінки
- 2013 — Агент — епізод
- 2014 — Швидка допомога ( Україна) — Фролова (у 10-й серії)
- 2014 — Остання електричка — Олена, керівниця танцювального гуртка
- 2014 — Мажор — Денисова
- 2014 — Білі вовки-2 — Ірина
- 2015 — Слуга народу — Марина, дружина Толіка
- 2015 — Слідчі ( Україна) — Софія Капраненко у серії «Останній рахунок»
- 2015 — Прокурори ( Україна) — Поліна у серії «Вкрадений шедевр»
- 2015 — Небезпечне місто ( Україна) — «Маман»
- 2015 — Ніконов і Ко ( Україна) — Ксенія, колишня дружина Ніконова
- 2015 — Клан ювелірів ( Україна) — Галина
- 2016 — Я ніколи не плачу ( Україна) — вчителька
- 2016 — Хазяйка ( Україна) — Рита
- 2016 — Команда ( Україна) — Зоя
- 2016 — Заміж після всіх — Аня Лісіцина
- 2016 — Забудь мене, мамо! — пацієнтка
- 2016 — Жінка його мрії — Лєночка, сусідка Ільїна
- 2016 — Вчора. Сьогодні. Назавжди — Світлана
- 2016 — 8 кращих побачень — класна керівниця
- 2017 — Квіти дощу — Віра Виноградова
- 2017 — Біле-чорне ( Україна) — Ірина
- 2017 — Біжи, не оглядайся! — Олена, колега Тетяни
- 2017 — Хазари — королева Сада
- 2017 — Виховання і вигул собак та чоловіків — Марго Незлобіна, власниця ветклініки
- 2017 — Веселка в небі ( Україна) — директорка інтернату
- 2017 — Квіти дощу ( Україна) — Віра Вингорадова
- 2018 — Східні солодощі-2 — медсестра
- 2018 — Затемнення ( Україна) — епізод
- 2018 — Скарбниця життя ( Україна) — Арина
- 2018 — Чаклунки ( Україна) — Стелла
- 2018 — На самій межі ( Україна) — Жанна Захарова, слідча
- 2018 — Нерідна  — Лілія Новак
- 2018 — Опер за викликом ( Україна) — Елла (у 14-й серії «Батьки і діди»)
- 2018 — У минулого в боргу! ( Україна) — Валерія Павлівна
- 2018 — Прислуга ( Україна) — Ольга
- 2018 — Правила бою ( Україна) — мама Тараса
- 2018 — За правом любові — Катерина, юристка
- 2018 — Помічниця — Олена
- 2018 — За законами воєнного часу-2 ( Україна) — навідниця
- 2019 — За вітриною ( Україна, у виробництві) — Юлія Ковальчук, реабілітологиня
- 2019 — Розтин покаже (у виробництві) — Інеса Палій
- 2019 — Кримінальний журналіст ( Україна) — дружина Борисова

#### Шоу-бізнес
- Бек-вокалістка Ірини Білик.